# Whisk (dança)
O whisk (liralmente batedor) é um passo de dança usado na valsa americana e valsa vienense. É uma das várias maneiras de entrar na posição de passeio e é usado para virar os dançarinos nos cantos ou mudar sua direção na pista de dança. Pode ser executado após um giro invertido.

## Movimento básico
Como na maioria dos passos de valsa, o corpo sobe a partir do final do segundo tempo e abaixa no final do terceiro. Há uma oscilação para a esquerda do ponto de vista do homem, começando na segunda batida.
Líder/condutor
| Bater | Posição do pé                                                      | Alinhamento                      | quantidade de turno                      | trabalho de pés        |
| ----- | ------------------------------------------------------------------ | -------------------------------- | ---------------------------------------- | ---------------------- |
| 1     | Pé esquerdo para a frente                                          | De frente para a parede diagonal | Nenhum                                   | Calcanhar – dedo do pé |
| 2     | Pé direito para o lado e ligeiramente para a frente                | De frente para a parede diagonal | Ligeiro corpo vire à direita entre 1 e 2 | Dedo do pé             |
| 3     | O pé esquerdo cruza atrás do pé direito na posição de passeio (PP) | De frente para a parede diagonal | Nenhum                                   | Toe – calcanhar        |

Seguidora/conduzida
| Bater | Posição do pé                               | Alinhamento                                                                 | quantidade de turno                      | trabalho de pés |
| ----- | ------------------------------------------- | --------------------------------------------------------------------------- | ---------------------------------------- | --------------- |
| 1     | pé direito atrás                            | Parede diagonal de apoio                                                    | Nenhum                                   | Toe – calcanhar |
| 2     | Pé esquerdo diagonalmente para trás         | Apontando para o centro diagonal                                            | entre 1 e 2, o corpo gira um pouco menos | Dedo do pé      |
| 3     | Pé direito cruza atrás do pé esquerdo em PP | De frente para o centro diagonal, corpo ligeiramente virado para a esquerda | Nenhum                                   | Toe – calcanhar |

## Whisk traseiro
O modo traseiro é uma variação do básico. É semelhante, exceto que avança para trás em vez de para frente.
Líder (homem)
| Bater | Posição do pé                                                       | Alinhamento                                            | quantidade de turno | trabalho de pés |
| ----- | ------------------------------------------------------------------- | ------------------------------------------------------ | ------------------- | --------------- |
| 1     | Pé esquerdo para trás em posição de movimento contra o corpo (CBMP) | Centro diagonal de apoio contra a linha de dança (LOD) | Nenhum              | Toe – calcanhar |
| 2     | Pé direito diagonalmente para trás                                  | Centro diagonal de apoio contra LOD                    | Nenhum              | Dedo do pé      |
| 3     | Pé esquerdo cruza atrás do pé direito em PP                         | De frente para a parede diagonal                       | Nenhum              | Toe – calcanhar |

Seguidora (senhora)
| Bater | Posição do pé                               | Alinhamento                               | quantidade de turno      | trabalho de pés        |
| ----- | ------------------------------------------- | ----------------------------------------- | ------------------------ | ---------------------- |
| 1     | Pé direito à frente em CBMP                 | Voltado para o centro diagonal contra LOD | Comece a virar à direita | Calcanhar – dedo do pé |
| 2     | Pé esquerdo para o lado                     | centro voltado                            | entre 1 e 2              | Dedo do pé             |
| 3     | Pé direito cruza atrás do pé esquerdo em PP | Voltado para o centro diagonal            | entre 2 e 3              | Toe – calcanhar        |

## Whisk esquerdo
O modo esquerdo é uma variação do programa Gold da valsa. Existem pelo menos três versões do whisk esquerdo. (1) começa na posição de passeio com o casal avançando na primeira batida; (2) começa na posição fechada com o homem se movendo backward com o pé direito; (3) na primeira batida. 

### Esquerdo da posição de passeio
Líder (homem)
| Bater | Posição do pé                                        | Alinhamento                                                             | quantidade de turno             | trabalho de pés |
| ----- | ---------------------------------------------------- | ----------------------------------------------------------------------- | ------------------------------- | --------------- |
| 1     | Pé direito à frente e transversalmente em PP e CBMP  | De frente para a parede diagonal, movendo-se ao longo da linha de dança |                                 | Salto           |
| 2     | Pé esquerdo para o lado e ligeiramente para a frente | Apontando a parede diagonal                                             | Corpo começa a virar à esquerda | Toe – calcanhar |
| 3     | Pé direito cruza atrás do pé esquerdo                | De frente para a parede diagonal                                        | Corpo virar para a esquerda     | Dedo do pé      |

Seguidora (senhora)
| Bater | Posição do pé                                        | Alinhamento                                                             | quantidade de turno       | trabalho de pés        |
| ----- | ---------------------------------------------------- | ----------------------------------------------------------------------- | ------------------------- | ---------------------- |
| 1     | Pé esquerdo à frente e transversalmente em PP e CBMP | De frente para o centro diagonal, movendo-se ao longo da linha de dança | Comece a virar à esquerda | Calcanhar – dedo do pé |
| 2     | Pé direito para o lado e ligeiramente para trás      | Parede diagonal de apoio                                                | entre 1 e 2               | Toe – calcanhar        |
| 3     | Pé esquerdo para trás em CBMP                        | Linha de dança de apoio                                                 | entre 2 e 3               | Toe – calcanhar        |